# 市树
市树是一个城市的代表树木。作为市树，通常在该市较为常见，能代表该市的城市文化和精神。

## 各城市的市樹
- 榕树——福州、臺北市树
- 凤凰木——厦门、臺南市树
- 雪松——南京市树
- 广玉兰——合肥、南通、常州市树
- 香樟树——绵阳市树
- 苦楝樹──北谷町、高知市、福山市市树
- 桧柏——曲阜市树
- 银杏——成都市树
- 臺灣山櫻——新北市樹
- 荔枝——深圳市树
- 木棉——桃園、高雄市樹
- 黃葛樹——重慶市樹
- 水杉——武汉市樹